# Skateboarding en los Juegos Olímpicos de París 2024
El skateboarding en los Juegos Olímpicos de París 2024 se realizó en la plaza de la Concordia de París del 27 de julio al 7 de agosto de 2024.
Fueron disputadas cuatro pruebas diferentes, dos masculinas y dos femeninas.

## Clasificación
Participaron en total 88 deportistas (44 hombres y 44 mujeres) de diferentes comités olímpicos nacionales pertenecientes a World Skate.

## Calendario
| F | Finales |

| Fecha→ Prueba ↓ | 27 Sáb | 28 Dom | 06 Mar | 07 Mié |
| --------------- | ------ | ------ | ------ | ------ |
| Parque M        |        |        |        | F      |
| Calle M         | F      |        |        |        |
| Parque F        |        |        | F      |        |
| Calle F         |        | F      |        |        |

## Medallistas

### Masculino
| Evento               | Oro                                 | Plata                                       | Bronce                                      |
| -------------------- | ----------------------------------- | ------------------------------------------- | ------------------------------------------- |
| Calle (27 de julio)  | Yuto Horigome · Japón · 281,14 pts. | Jagger Eaton · Estados Unidos · 281,04 pts. | Nyjah Huston · Estados Unidos · 279,38 pts. |
| Parque (7 de agosto) | Keegan Palmer · Australia · 93,11   | Tom Schaar · Estados Unidos · 92,23         | Augusto Akio · Brasil · 91,85               |

### Femenino
| Evento               | Oro                                  | Plata                           | Bronce                             |
| -------------------- | ------------------------------------ | ------------------------------- | ---------------------------------- |
| Calle (28 de julio)  | Coco Yoshizawa · Japón · 272,75 pts. | Liz Akama · Japón · 265,95 pts. | Rayssa Leal · Brasil · 253,37 pts. |
| Parque (6 de agosto) | Arisa Trew · Australia · 93,18       | Kokona Hiraki · Japón · 92,63   | Sky Brown · Reino Unido · 92,31    |

## Medallero
| Núm. | País           | Oro | Plata | Bronce | Total |
| ---- | -------------- | --- | ----- | ------ | ----- |
| 1    | Japón          | 2   | 2     | 0      | 4     |
| 2    | Australia      | 2   | 0     | 0      | 2     |
| 3    | Estados Unidos | 0   | 2     | 1      | 3     |
| 4    | Brasil         | 0   | 0     | 2      | 2     |
| 5    | Reino Unido    | 0   | 0     | 1      | 1     |
|      | TOTAL          | 4   | 4     | 4      | 12    |